# فائدة القوة
فائدة القوة: فن الحرب في العالم الحديث هو بحث عن الحرب الحديثة من تأليف الجنرال السير روبرت سميث، نُشر عام 2005. سميث جنرال متقاعد خدم 40 عامًا في الجيش البريطاني، وقاد الفرقة المدرعة الأولى في حرب الخليج الأولى، وخدم كـ القائد العام في أيرلندا الشمالية في نهاية اضطرابات أيرلندا الشمالية. جاءت رغبته في تأليف الكتاب من خبرته في البلقان، حيث قاد قوة الحماية التابعة للأمم المتحدة (UNPROFOR) في البوسنة بين 1995 و1996، وخلالها وقعت مجزرة سربرنيتسا، وكانت العاصمة سراييفو محاصرة من قبل القوات الصربية. لعب سميث دورًا أساسيًا في فك الحصار من خلال ترتيب ضربات جوية للناتو وقصف مدفعي، مما مهد لهجوم بري من القوات البوسنية والكرواتية أنهى الحصار وأدى إلى اتفاقية دايتون. كما شارك مرة أخرى في البلقان عام 1999 خلال حرب كوسوفو حين كان يشغل منصب نائب القائد الأعلى لقوات الحلفاء في أوروبا في الناتو، مشرفًا على الضربات الجوية ضد الأهداف الصربية.
يرى سميث أن العالم دخل نموذجًا جديدًا من الصراع يسميه "الحرب بين الناس"، حيث يعتقد أن الجيوش الغربية الصناعية غير مناسبة لهذا النمط، إذ إن هذه الحروب بلا زمن محدد، وسياسية الطابع، وتدور وسط السكان المدنيين لا بين جيوش نظامية. ويربط سميث بدايات ما يسميه "الحرب الصناعية" بنابليون، التي بلغت ذروتها في الحربين العالميتين، لكنه يعتبر أن ظهور الأسلحة النووية جعل هذا النمط قديمًا، بينما رفض القادة الغربيون الاعتراف بذلك، مما أدى إلى هزائم كبرى في النصف الثاني من القرن العشرين. ويعرض سميث ستة محاور لتحليل النزاعات الحديثة، ويعترف بعدم توقعه مجزرة سربرنيتسا وانتقاده لغياب استراتيجية فعالة لدى قوات الأمم المتحدة، خاتمًا برؤيته أن القوة العسكرية وحدها لا تكفي، بل يجب دمجها مع حلول سياسية بهدف السيطرة على النزاع لا بالضرورة إنهاؤه.
سميث يقول إن الحروب الحديثة تدور وسط المدنيين، وهذا يجعلها أكثر فوضى وخطورة. ويصف كيف أن القادة الغربيين لم يفهموا طبيعة هذا النوع من الحروب، فخسروا معارك كثيرة. يذكر أن مجزرة سربرنيتسا وقعت رغم وجود قوات الأمم المتحدة، وهذا كان صادمًا له. يؤكد أن الفشل لم يكن في الجنود فقط، بل في غياب خطة سياسية وعسكرية متكاملة. يرى أن الحروب الآن قد لا تنتهي إلا في الوصول إلى القدرة في التحكم في حدتها ومعاناتها.
حظي الكتاب بإشادة واسعة من النقاد في جانبي الأطلسي، وقورن ببحث كارل فون كلاوزفيتز عن الحرب. ورأى النقاد الأمريكيون أنه يحتوي على دروس مهمة للجيش الأمريكي. وانتقده آخرون للمبالغة في أهمية التحول النموذجي، مشيرين إلى أن الحروب التقليدية ما زالت قائمة، ولإعطائه تمييزًا صارمًا بين "الحرب بين الناس" والحرب التقليدية، وكذلك لتقليله من وجود "الحرب بين الناس" تاريخيًا. ومع ذلك، أشاد المراجعون بتحليله للحرب الحديثة وأوصوا بقراءته من قبل السياسيين والضباط العسكريين.